# Carlos Rodríguez (ciclista)
Carlos Rodríguez Cano (Almuñécar, Granada, 2 de febrero de 2001) es un ciclista español, que corre para el equipo INEOS Grenadiers de categoría UCI WorldTeam. Formado en ciclismo BMX, pasó a profesional en ciclismo en ruta con notables resultados en sus primeras participaciones en Grandes Vueltas, acabando séptimo en la Vuelta a España 2022 y quinto en el Tour de Francia 2023.

## Biografía

### Inicios
Nacido en la localidad granadina de Almuñécar, Carlos Rodríguez comenzó practicando ciclismo BMX desde los siete años en el equipo local Show Time BMX Almuñécar, llegando a formar parte de la selección española en su categoría.
Con catorce años, decidió enfocar su carrera al ciclismo en ruta, que también venía practicando desde infantil. Corrió durante los años 2018 y 2019 para el equipo de desarrollo Kometa, formado por el excampeón del Tour de Francia, la Vuelta a España y el Giro de Italia Alberto Contador, que había sido su ídolo deportivo. Durante estas dos temporadas como júnior (sub-19), demostró ser uno de los mejores corredores de su edad: se proclamó dos veces campeón de España de contrarreloj júnior, y ganó el Tour de Gironde y la Gipuzkoa Klasika en 2019. También obtuvo una medalla de bronce en el campeonato de Europa júnior de ruta de 2018. En el Campeonato Mundial de Ciclismo en Ruta Junior de 2019 ocupó el puesto 34 en contrarreloj y el 24 en ruta.

### Paso a profesional

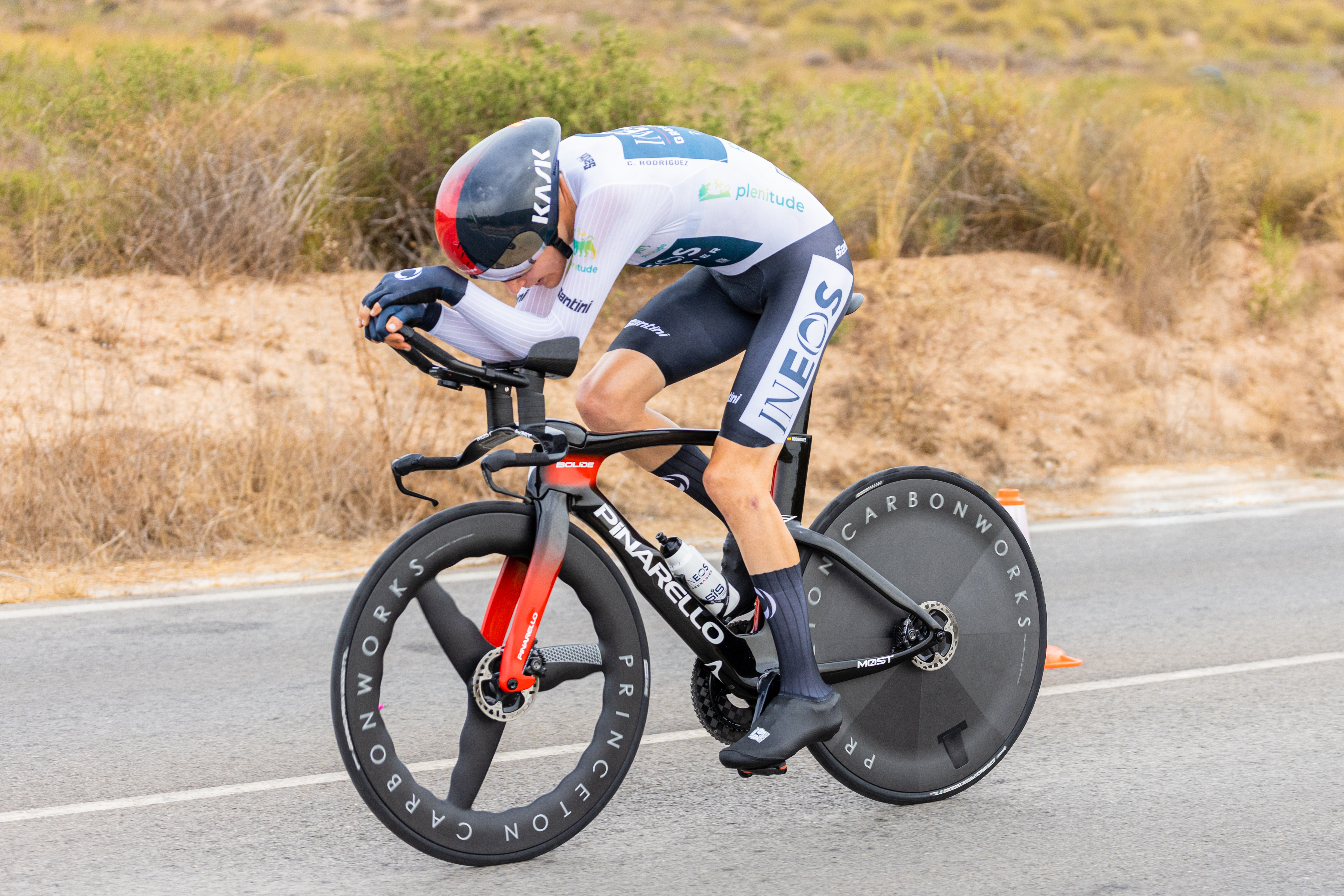
Carlos Rodríguez durante la contrarreloj Elche-Alicante de la Vuelta a España 2022.

En 2020 fue fichado con 19 años por el potente equipo UCI WorldTeam INEOS Grenadiers con un contrato de cuatro años, sin haber pasado por la categoría sub-23. Se anunció que continuaría sus estudios universitarios de ingeniería de forma paralela con su carrera deportiva. En el Tour del Porvenir 2021 ganó una etapa y acabó segundo en la clasificación final, por detrás de Tobias Halland Johannessen.
En 2022 se proclamó campeón de España en ruta, y participó en su primera Gran Vuelta, la Vuelta a España 2022, donde finalizó séptimo en la clasificación general a pesar de sufrir una grave caída cuando iba cuarto clasificado que lastró su rendimiento en las últimas etapas.
En 2023 comenzó la temporada de forma accidentada, tras sufrir una caída durante la Strade Bianche 2023 que le ocasionó una fractura de clavícula. Participó después en su primer Tour de Francia, donde ganó la etapa 14 con final en Morzine tras un prodigioso descenso superando a los favoritos. Tras ocupar el tercer puesto en la clasificación general durante varias etapas, alcanzó la quinta plaza en la clasificación final.

## Palmarés
2018 (como júnior)
- Campeonato de España Contrarreloj Júnior
- 3.º en el Campeonato Europeo en Ruta

2019 (como júnior)
- Campeonato de España Contrarreloj Júnior [13]
- Tour de Gironde, más 1 etapa
- Vuelta al Besaya, más 1 etapa
- 1 etapa de la Vuelta a la Provincia de Valencia

2021
- 3.º en el Campeonato de España Contrarreloj
- 1 etapa del Tour del Porvenir

2022
- 1 etapa de la Vuelta al País Vasco
- Campeonato de España en Ruta

2023
- 1 etapa del Tour de Francia
- 1 etapa de la Vuelta a Gran Bretaña

2024
- 1 etapa de la Vuelta al País Vasco
- Tour de Romandía
- 1 etapa del Critérium del Dauphiné

## Resultados

### Grandes Vueltas
| Carrera | Carrera         | 2020 | 2021 | 2022 | 2023 | 2024 | 2025 |
| ------- | --------------- | ---- | ---- | ---- | ---- | ---- | ---- |
|         | Giro de Italia  | —    | —    | —    | —    | —    | —    |
|         | Tour de Francia | —    | —    | —    | 5.º  | 7.º  | Ab.  |
|         | Vuelta a España | —    | —    | 6.º  | —    | 10.º | —    |

### Vueltas menores
| Carrera | Carrera                | 2020 | 2021 | 2022 | 2023 | 2024 | 2025 |
| ------- | ---------------------- | ---- | ---- | ---- | ---- | ---- | ---- |
|         | París-Niza             | —    | —    | —    | —    | 28.º | —    |
|         | Volta a Cataluña       | —    | —    | 15.º | —    | —    | —    |
|         | Vuelta al País Vasco   | X    | —    | 26.º | —    | 2.º  | —    |
|         | Tour de Romandía       | X    | —    | —    | —    | 1.º  | 6.º  |
|         | Critérium del Dauphiné | —    | 33.º | —    | 9.º  | 4.º  | 9.º  |
|         | Tour del Benelux       | 53.º | —    | X    | —    | —    | —    |

### Clásicas y Campeonatos
| Carrera               | Carrera               | 2020 | 2021 | 2022 | 2023 | 2024 | 2025 |
| --------------------- | --------------------- | ---- | ---- | ---- | ---- | ---- | ---- |
| Strade Bianche        | Strade Bianche        | —    | —    | 20.º | Ab.  | —    | —    |
| Flecha Valona         | Flecha Valona         | —    | —    | 37.º | —    | —    | —    |
|                       | Lieja-Bastoña-Lieja   | —    | —    | Ab.  | —    | —    | 33.º |
| Clásica San Sebastián | Clásica San Sebastián | X    | 54.º | 5.º  | 15.º | —    | —    |
|                       | Giro de Lombardía     | —    | —    | 5.º  | 7.º  | —    | —    |
| Mundial en Ruta       | Mundial en Ruta       | —    | 53.º | —    | —    | 59.º | —    |
| Mundial Contrarreloj  | Mundial Contrarreloj  | —    | 25.º | —    | —    | —    | —    |
| España en Ruta        | España en Ruta        | 28.º | 8.º  | 1.º  | —    | —    | —    |
| España Contrarreloj   | España Contrarreloj   | —    | 3.º  | 4.º  | —    | —    | —    |

—: No participa

Ab.: Abandona

X: No se disputó

## Equipos
- INEOS Grenadiers (2020-)